# Giochi maliziosi
Giochi maliziosi (Debbie Does Dallas) è un film pornografico statunitense del 1978 diretto da Jim Clark, con protagonista Bambi Woods, attrice hard misteriosamente scomparsa nel 1986. In Italia il film venne distribuito nel 1980. 

## Trama
Un gruppo di cheerleader inizia a prostituirsi per cercare di raccogliere abbastanza denaro per permettere a Debbie (Bambi Woods) di andare a Dallas a fare un provino per entrare nella squadra delle "Texas Cowgirls", sostenitrici locali dell'importante squadra di football americano della città.

## Produzione
Il film fu prodotto e diretto da Jim Clark. Alcune scene furono girate al campo di atletica del Brooklyn College Institute e nella biblioteca del Pratt Institute a Brooklyn, New York, senza l'autorizzazione dell'amministrazione dei locali suddetti. Una storia non confermata che gira su internet afferma che certe scene furono girate all'università Stony Brook University di New York, inclusa la scena nella biblioteca.
Il nome di fantasia "Texas Cowgirls" fu visto all'epoca come un riferimento al realmente esistente gruppo di cheerleader della squadra dei Dallas Cowboys. La stessa Woods aveva in precedenza sostenuto veramente un provino per entrare nella squadra delle cheerleader dei Dallas Cowboys, ma era stata scartata. Il film ebbe molto successo, e viene oggi considerato una delle pellicole più importanti e famose della cosiddetta "Età dell'oro del Porno" ("Golden Age of Porn") degli anni settanta.
A dispetto del titolo originale, il film non è ambientato a Dallas e nemmeno l'omonima Debbie "si fa" nessuno di Dallas. La pellicola ha generato una lunga sequela di seguiti e spin-off come ad esempio Debbie Does Dallas 2, Vizi proibiti a Dallas (Debbie Does Dallas 3), Debbie Does New Orleans, Debbie Does Wall Street e Debbie Does Dallas... Again.

## Denunce di oscenità
La categoria delle cheerleader si sentì minacciata e offesa dal modo in cui le reginette dello sport venivano rappresentate nel film. Per questo partirono subito denunce e interventi della polizia, che però non fecero altro che fare ulteriore pubblicità all'opera in questione.
A New York un cinema a luci rosse che aveva il film in cartellone fu diffidato dal proiettarlo dopo una denuncia del gruppo delle cheerleader dei Dallas Cowboys. La causa, che all'epoca fece scandalo, si chiamava The Dallas Cowboys Cheerleaders vs. Pussycat Cinema e si risolse in favore del gruppo di cheerleader, che ottennero lo smontaggio della pellicola dal cinema a causa della divisa da cheerleader indossata nella scena finale del film dalla Woods, quando copula con Mr. Greenfield nel negozio di articoli sportivi, virtualmente identica alla sua controparte reale e quindi ritenuta protetta da copyright.

## Parodie e seguiti
Il film ha generato numerosi sequel, parodie e imitazioni come Debbie Does Dallas 2, 3 e 4, Debbie Does Dallas 99, Debbie Does Dallas:The Next Generation, Debbie Does Dallas Again (1993), Debbie Does Iowa, Debbie Goes to College, Debbie Does 'Em All, Night of the Living Debbies, Debbie Duz Dishes 1, 2 e 3, Bang the Debbie Slowly e Debbie Does the Devil in Dallas.
Nel 2001 Susan L. Schwartz ha tratto dal film un musical per Broadway intitolato Debbie Does Dallas: The Musical, che però non contiene scene di sesso o di nudo.
Nel 2005 un documentario intitolato Debbie Does Dallas Uncovered, che svela i retroscena della lavorazione del film tra droga, mafia e vari guai giudiziari, è stato prodotto e mandato in onda dalla televisione britannica.
Nel 2006 la VCX ha incaricato la Media Blasters di restaurare digitalmente il film per l'edizione speciale su 2 dischi in DVD.
L'11 aprile 2007 la Vivid Entertainment Group ha iniziato ad accorpare alla versione originale di Debbie Does Dallas in DVD e Blu-ray Disc, il sequel dello stesso film, intitolato Debbie Does Dallas... Again. Si tratta di un rifacimento del film con attori porno contemporanei.

## Premi
- 2008: AVN Award "Best Classic DVD"
- 2010: AVN Award "Best Classic Release" (30th Anniversary Edition)